# Конокотина, Лана
Ла́на Коноко́тина (профессиональный псевдоним, настоящее имя — Светла́на Алекса́ндровна Коноко́тина; род. 7 августа 1983, Ленинград) — российский искусствовед, тележурналист (основная специализация — изобразительное искусство и мировая художественная культура), художник (член СПб Союза художников по секции графики).

## Биография
Родилась 7 августа 1983 года в Ленинграде.
Отец — Александр Альфредович Конокотин (род. 1957, Ленинград). Окончил ЛЭТИ им. В. И. Ульянова (Ленина). Специалист в области информационных технологий. Мать — Татьяна Валентиновна (Соколова) Конокотина (род. 1958, Ленинград). Окончила ЛЭТИ им. В. И. Ульянова (Ленина), впоследствии работала в Правительстве Ленинградской области.

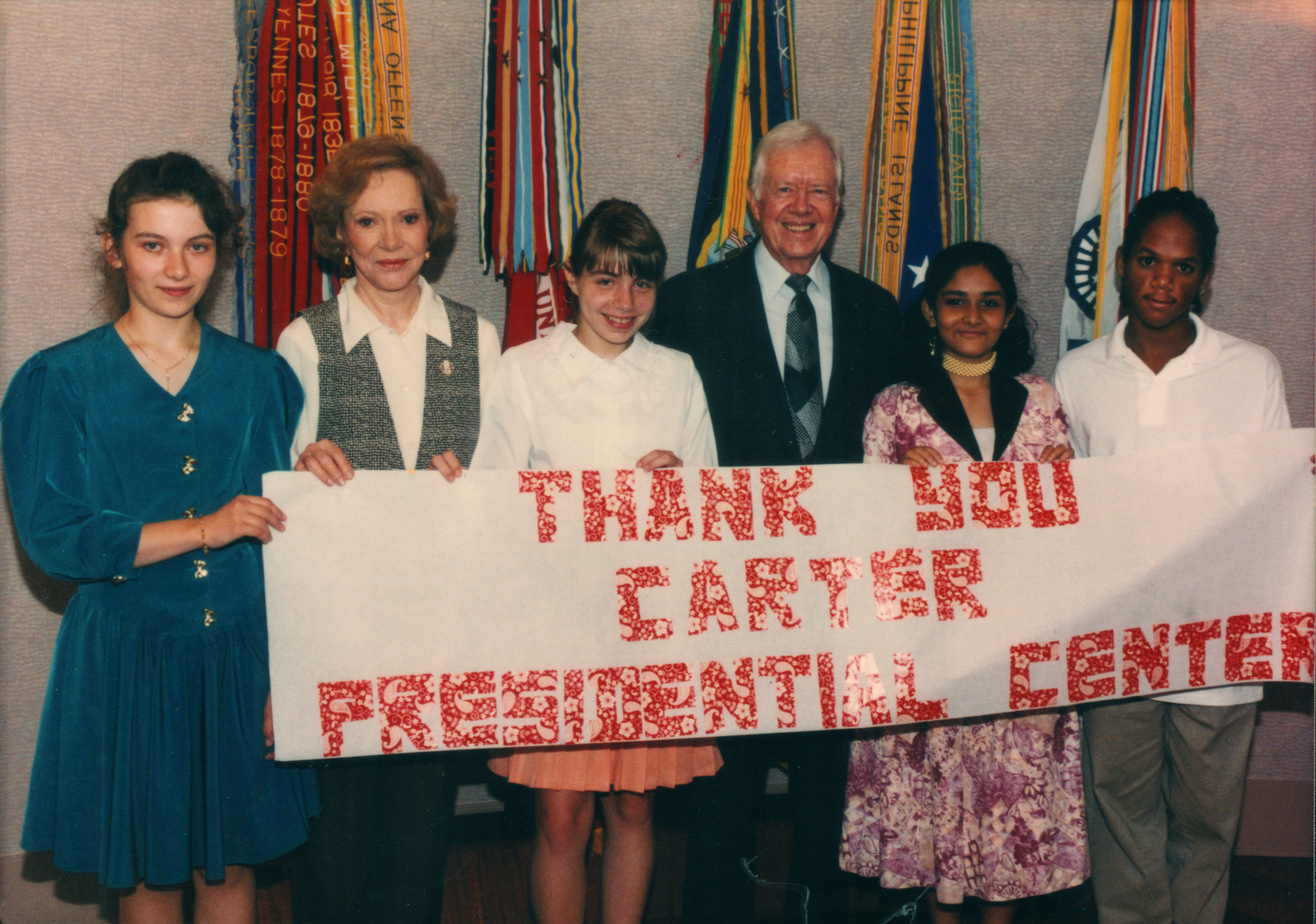
Светлана Конокотина, Розалин Картер, Тимея Карман (Венгрия), Джимми Картер, Санита Дэй (Индия), Дэвид Иегуда (США). Центр Картера. Атланта. 1996

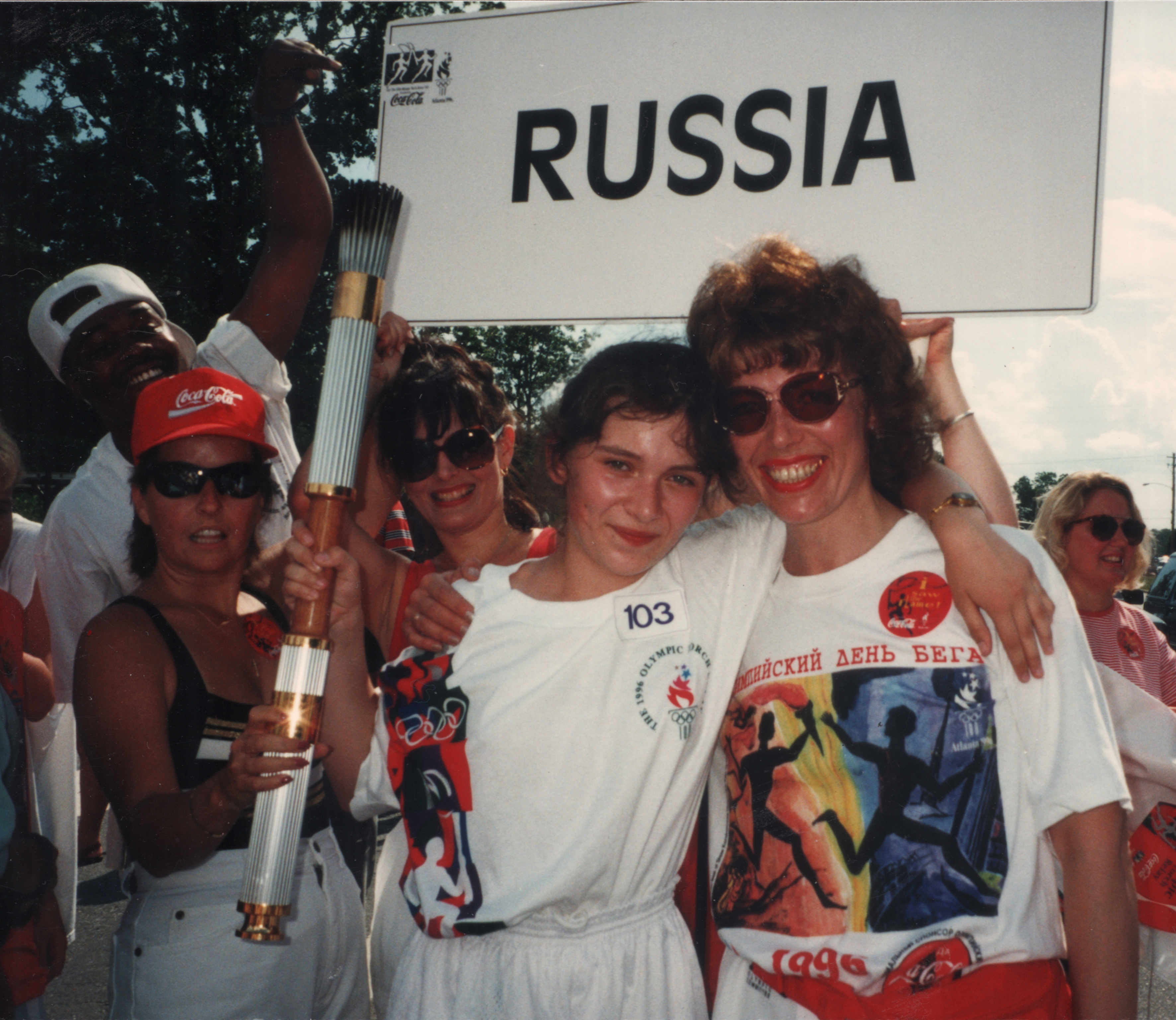
Светлана с олимпийским факелом (в центре). Летние Олимпийские игры 1996. Атланта

Светлана является переученным левшой. С раннего возраста занималась рисованием. Училась в Детской художественной школе им. Б. М. Кустодиева на Каменном острове (1991-1999).
В двенадцать лет стала золотым призёром Международного конкурса детского рисунка, посвященного 100-летию Олимпийских игр, проводившегося Центром Картера при участии оргкомитета Олимпиады-96 в десяти городах мира, в октябре 1995 года.
В Санкт-Петербурге Финальный этап конкурса проходил в одном из залов Санкт-Петербургского городского дворца творчества юных.
Из более чем трёх тысяч участников  победителями стали пятеро: двое детей из США, девочки из Венгрии и Индии и Светлана Конокотина из Санкт-Петербурга.
В итоге, её работа «Эстафета времени», выбранная из пяти финалистов главой центра Джимми Картером, заняла 1-е место. Церемония подведения конкурсных итогов шла в прямой трансляции CNN, что в контексте инициированного в 1980 году Картером (бывшим на тот момент 39-м президентом США) бойкота летних Олимпийских игр в Москве (1980), приобрело особую политическую окраску.
В дни победы на конкурсе (ноябрь 1995) журнал Огонёк назвал Светлану "человеком недели".
22 июня 1996 года Светлана открывала соревнование — VII международный марафон «Белые ночи» (в забеге, стартовавшем на Дворцовой площади, участвовали легкоатлеты из 87 стран мира).
Месяцем позже, в рамках проекта конкурса при спонсорском участии компании Coca-Cola, Светлана посетила США, где была одним из участников эстафеты олимпийского огня на Летних играх, 17 июля 1996 года несла олимпийский факел (участник № 103) на километровом отрезке под Атлантой.
Как победитель конкурса присутствовала на официальной церемонии — встрече с Джимми Картером и Розалин Картер в Картеровском центре.
Олимпийская композиция Конокотиной — «Эстафета времени», ставшая неформальным символом летних соревнований Олимпиады-96 тиражировалась на плакатах, футболках и сувенирах. Впоследствии, она была продана на открытом аукционе в Атланте (6000 $).
Ещё через несколько лет, в 1998 году, Светлана победила в Международном детском художественном конкурсе «Мир без наркотиков», организованном ООН.
Среднее образование получила в гимназии при Русском музее (1996-2000).
Окончила исторический факультет Санкт-Петербургского государственного университета (2000-2006); получив красный диплом по специальности «искусствоведение». Тема выпускной работы: «Творчество голландского караваджиста Хендрика Тербрюггена в отечественной и зарубежной историографии». Руководитель дипломного проекта — доктор искусствоведения Анна Алексеевна Дмитриева.

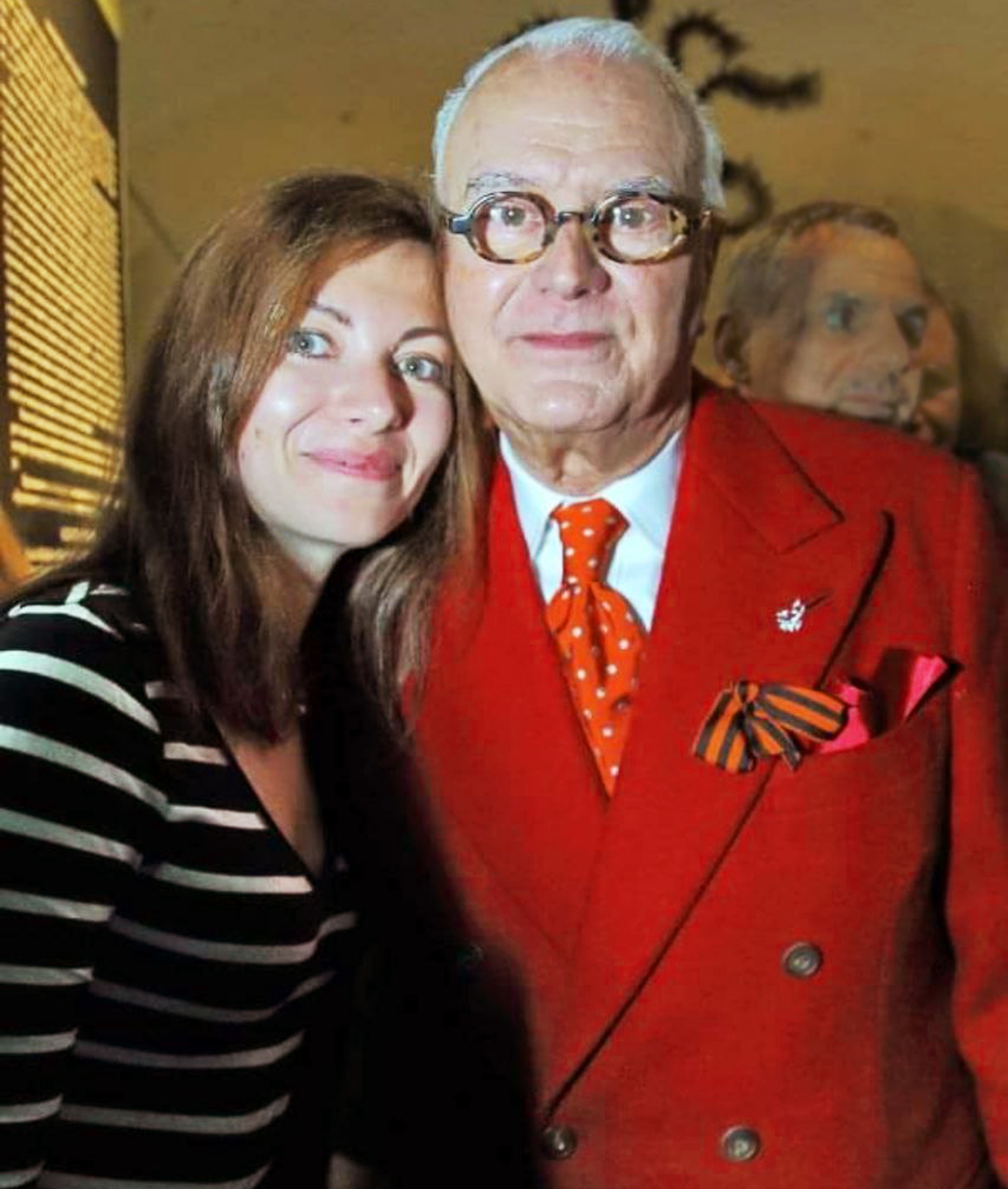
После интервью с Маноло Блаником. Выставка «Маноло Бланик. Обувь как искусство». Эрмитаж. Главный штаб. 10.05.2017

Ещё будучи студенткой четвёртого курса университета Светлана Конокотина начала работать в Государственном Русском музее (отделы музейной педагогики и экскурсионно-лекционный, 2004-2019), сначала в качестве научного сотрудника, затем и экскурсовода.
С 2005 года проводила групповые и индивидуальные экскурсии по временным и постоянным экспозициям музея на русском и английском языках, для первых лиц государств, представителей бизнеса и культуры, в том числе: Оулавюра Рагнара Гримссона, Ансельма Кифера, Владимира Машкова, Николая Цискаридзе, Александра Запесоцкого, Фёклы Толстой и др.
В 2007 году окончила курсы Городского экскурсионного бюро Санкт-Петербурга (ГЭБ); специализация: Финляндия, Швеция, Норвегия, Дания.
С этого же года работала гидом автобусных туров по Европе в компаниях «Балт тур» и «Вест тревел» (2007-2013).
С. А. Конокотина автор ряда лекций, в т.ч.: «Последний день Помпеи (о тайнах картины К. Брюллова)», «Пророчество гибели (о Гражданской войне и революции 1917 года в творчестве российских-советских художников)», научных и публицистических статей по истории отечественного искусства.
В 2019-2020 годах являлась постоянным автором статей о выставочных проектах музея в официальной газете Государственного Эрмитажа.
Прошла обучение в Семинаре по подготовке экскурсоводов Эрмитажа (2020). Проводила экскурсии.
Осенью 2013 года окончила «Школу телевидения "Кадр"» (СПб, Чапыгина, 6), где записала свои первые репортажи.
В этом же года началу работать на канале «Санкт-Петербург», как обозреватель культурных событий города на Неве.
Делала сюжеты для ряда программ, освещавших культурную жизнь Петербурга: «Искусство видеть», «Артефакты», «Культурная эволюция», «Беседка», «Вечер. Встречи».

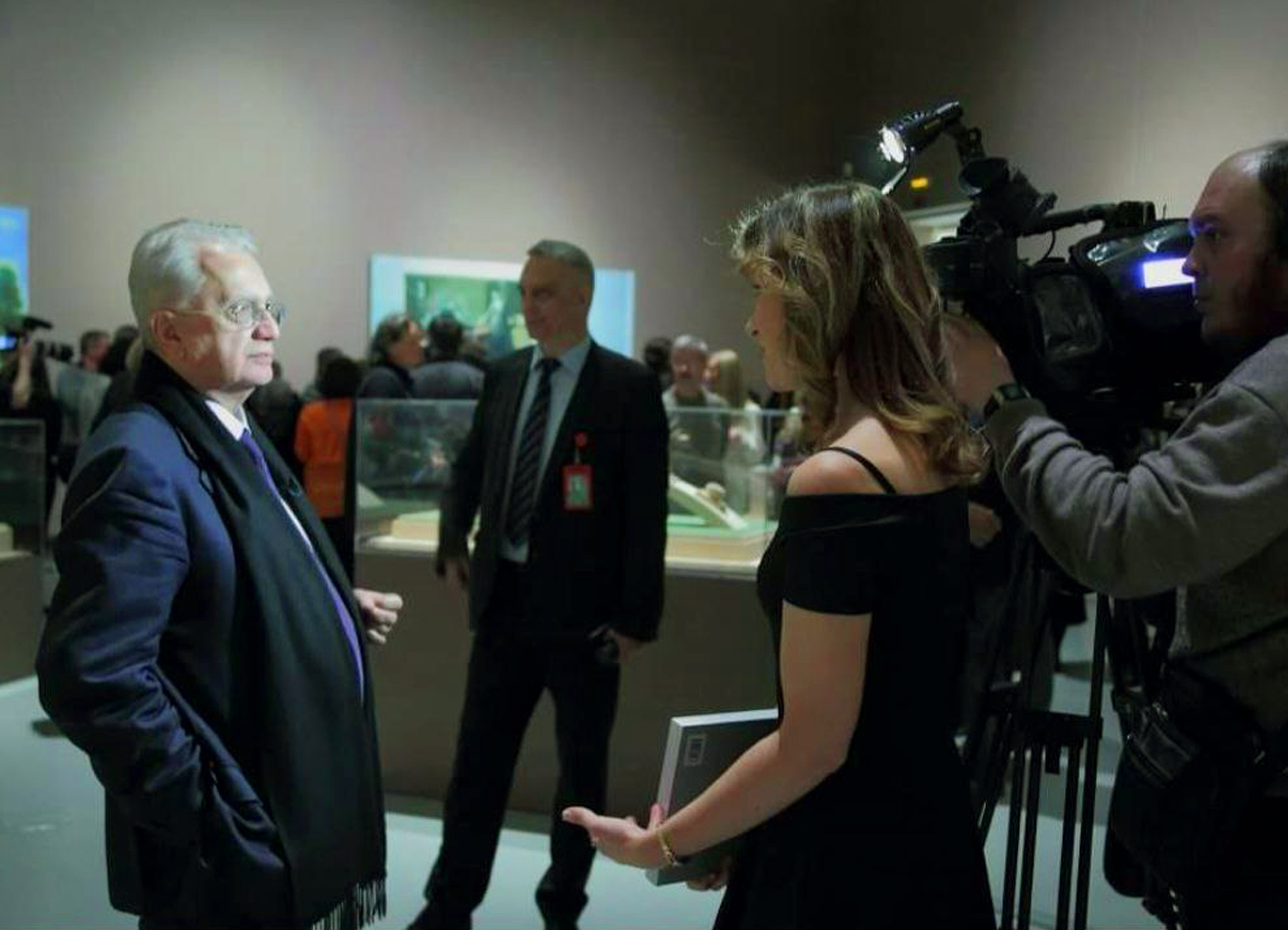
Открытие выставки Э. & И. Кабаковых «В будущее возьмут не всех». Интервью с Михаилом Пиотровским. Эрмитаж. Главный штаб. 20.04.2018

Также сделала несколько сотен репортажей для еженедельной программы «Эрмитаж. Говорим и показываем» (совместный проект Государственного Эрмитажа и телеканала Санкт-Петербург, 2015-2019).
Обладатель премии «Искусный глагол» (проект Государственного Эрмитажа, Благотворительного фонда Владимира Потанина и Екатеринбургского музея изобразительных искусств) в номинации «Лучшая публикация о Государственном Эрмитаже» (2017).
На торжественном приёме была вручена и ещё одна, специальная премия — в номинации «Лучшая публикация о Государственном Эрмитаже». Победителем стала Светлана Конокотина, бессменный корреспондент передачи «Эрмитаж. Говорим и показываем». С её участием на телеканале «Санкт-Петербург» вышло уже более сотни программ, рассказывающих о жизни музея — выставках и постоянных экспозициях, реставрационных лабораториях и инженерных системах. «Она одна из моих главных мучителей, пошутил на церемонии Михаил Пиотровский. — Но зато Эрмитаж блестящим образом представлен на петербургском телевидении».
С января 2019 года по июнь 2025 работала на канал НТВ в качестве штатного сотрудника, являясь корреспондентом ежедневной программы «Сегодня в Санкт-Петербурге».
Автор репортажей об основных событиях в сфере культуры и искусства, постоянных и временных выставочных экспозициях, музейных фондах и реставрационных мастерских.
Работая над репортажами, брала интервью у ряда известных деятелей искусства: Михаила Пиотровского, Михаила Шемякина, Николая Цискаридзе, Вячеслава Зайцева, Владимира Фейертага, Дмитрия Озеркова, Владимира Шахрина, Владимира Васильева, Александра Васильева, Гриши Брускина, Константина Райкина, Дмитрия Каминкера, Василия Ланового, Александра Траугота, Феликса Волосенкова, Евгении Петровой, Владимира Гусева, Александра Боровского, Павла Игнатьева, Олега Яхнина, Алексея Парыгина, Сергея Полунина, Стаса Намина, Фёдора Конюхова, Сергея Бугаева, Ольги Тобрелутс, Никаса Сафронова, Маноло Бланика, Яна Фабра, Стеллы Маккартни, Эмилии Кабаковой, Паоло Джульерини, Томаса Каплана.

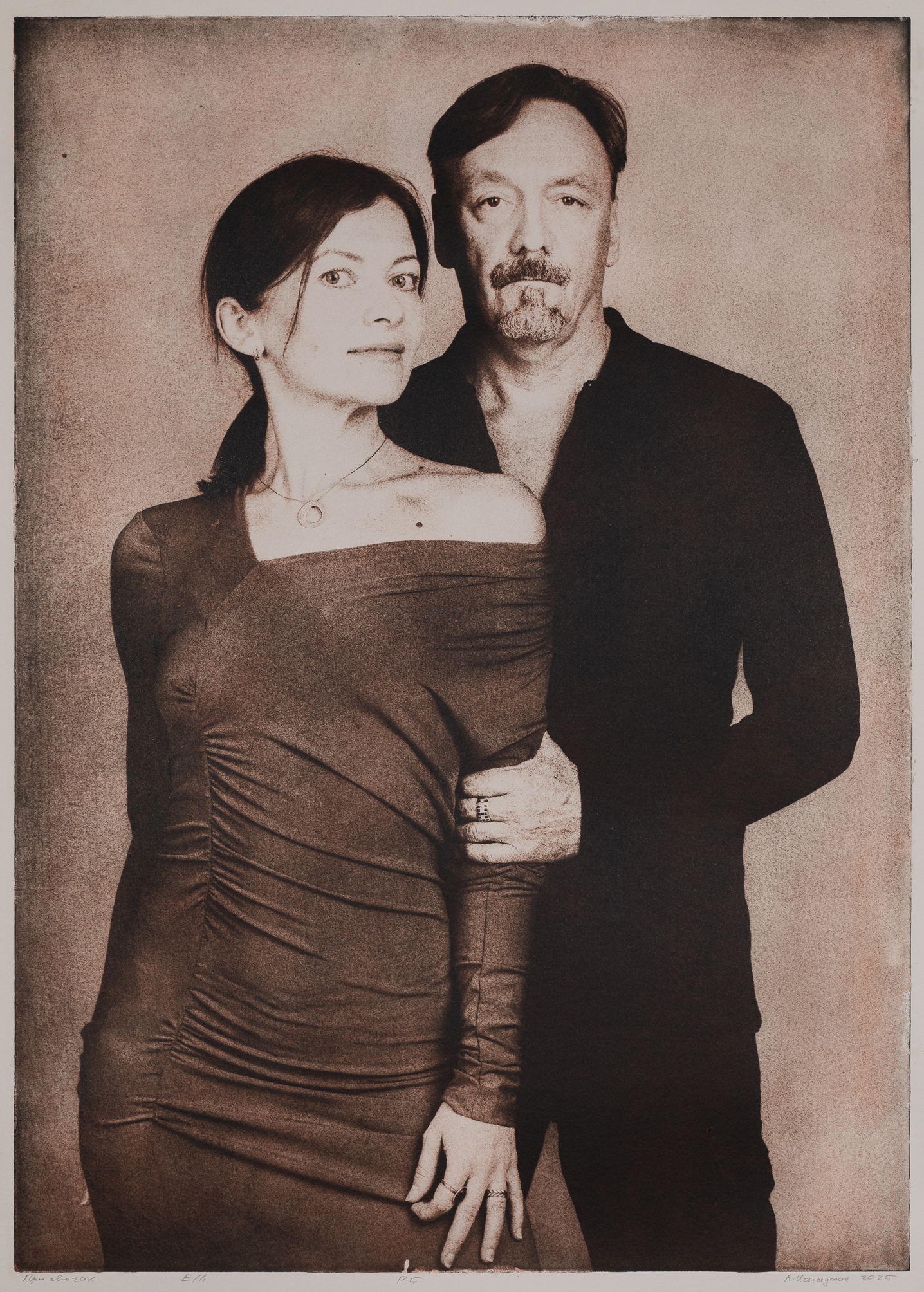
Артур Ионаускас. Двойной портрет (Лана Конокотина и Алексей Парыгин). 2025, б., фототипия

В 2022 году, после знакомства и под влиянием Алексея Парыгина, Конокотина, ставшая моделью и музой художника, возобновила собственную творческую карьеру.
Основные графические техники — монохромный акрил кистью. Является участницей ряда профессиональных выставок.
В январе 2025 года серией работ «Цветы и травы» она успешно прошла конкурс на вступление в СПб Союза художников по секции графики (рекомендатели: А. А. Корольчук, Н. Ю. Кононихин, В. П. Михайлуца)..
С конца 2024 года, параллельно с работой на ТВ, является ведущим специалистом по связям с общественностью ГАУК Ленинградской области «Международного центра реставрации» (Рождествено).
Живёт в Санкт-Петербурге.

## Награды
Награждена медалью Федерального казначейства «За Усердие и Пользу» (№ 2339. Приказ от 10 июня 2025. № 447-г).

## Участие в выставках
- 2 IBMB International Biennial Of Miniature Art-Graphics And Drawings-Bitola 2025. — Дом офицеров. Битола. Северная Македония. 12 августа — 12 сентября 2025[44].
- История одного саквояжа. — КВЦ Русского музея. Мурманский областной художественный музей. Мурманск. 27 февраля — 22 марта 2025[45].
- Вступление—2025. — ВЗ Санкт-Петербургский Союз художников. Санкт-Петербург. 29 декабря 2024 — 12 января 2025[46]
- Осень-2024. — ВЗ Санкт-Петербургский Союз художников. Санкт-Петербург. 14 ноября — 1 декабря 2024.
- Илиада (30-летию СПб академии современного искусства Бессмертных). — Библиотека книжной графики. Санкт-Петербург. 20 июня — 3 июля 2024.
- Наше всё. — ВЗ Санкт-Петербургский Союз художников. Санкт-Петербург. 23 мая — 16 июня 2024[47].
- Петербург. Кто мы? — ВЗ Санкт-Петербургский Союз художников. Санкт-Петербург. 31 мая — 11 июня 2023[48].
- Свои люди — сочтёмся. — Библиотека с выставочным залом. Санкт-Петербург. 11 октября — 08 ноября 2023.
- Весна–2023. — ВЗ Санкт-Петербургский Союз художников. Санкт-Петербург. 23 марта — 9 апреля 2023[49].

### Статьи
- Конокотина Л. Постурбанистическое завтра/ Постурбанизм: Назад в будущее. СПб.: БКГ. — 2023. — С. 3-4[50].
- Конокотина Л. Стопроцентный триумф // Эрмитаж. Официальная газета Государственного Эрмитажа. Выпуск № 2 (20). 25 декабря 2020. — С. 8.
- Konokotina S. Glass Made to be Admired. Masterpieces of the 16th to 20th Centuries from the State Hermitage Museum / The State Hermitage Museum Annual Report. 2020.  (англ.)
- Конокотина Л. Странствующая мадонна // Эрмитаж. Официальная газета Государственного Эрмитажа. Выпуск № 5 (18). 4 декабря 2019. — С. 6.
- Konokotina L. With Maximal Accuracy // The State Hermitage Museum Annual Report. Issue No. 4 (17). October 1, 2019. — P. 4.  (англ.)
- Конокотина Л. С максимальной точностью  // Эрмитаж. Официальная газета Государственного Эрмитажа. Выпуск № 4 (17). 1 октября 2019. — С. 4.
- Konokotina L. The Marquis' Dreams // The State Hermitage Museum Annual Report. Issue No. 3 (16). July 15, 2019. — P. 6.  (англ.)
- Конокотина Л. Мечты маркизы // Эрмитаж. Официальная газета Государственного Эрмитажа. Выпуск № 3 (16). 15 июля 2019. — С. 6.
- Konokotina L. And the Last Day of Pompeii has Become the First day of the Russian Painting... // The State Hermitage Museum Annual Report. Issue No. 2 (15). May 20, 2019. — P. 2.  (англ.)
- Конокотина Л. И стал последний день Помпеи... // Эрмитаж. Официальная газета Государственного Эрмитажа. Выпуск № 2 (15). 20 мая 2019. — С. 2.
- Konokotina S. A Wonderful Reunion // The State Hermitage Museum Annual Report. Issue No. 1 (14). May 20, 2019. — P. 6.  (англ.)
- Конокотина С. Чудесное воссоединение // Эрмитаж. Официальная газета Государственного Эрмитажа. Выпуск № 1 (14). 20 мая 2019. — С. 6.
- Конокотина Л. «Последний рыцарь Европы». Почему нужно увидеть выставку о Николае I // Санкт-Петербургские ведомости. 25 февраля 2019.
- Конокотина Л. Лица "прекрасной эпохи", запечатлённые Валентином Серовым и Джованни Больдини (как правильно читать картины двух великих живописцев) / «Санкт-Петербургские ведомости. Лекторий»: сб. лучших лекций № 2. — СПб.: Издательский дом «С.-Петербургские ведомости». – 2019. – С. 110-125. – 272 с. Тираж: 1000 экз.[51] ISBN 978-5-6041760-6-1
- Конокотина Л. Последний день Помпеи (о тайных знаменитой картины К. Брюллова). Пророчество гибели (о Гражданской войне и революции 1917 года в творчестве российских-советских художников) / «Санкт-Петербургские ведомости. Лекторий»: сб. лучших лекций № 1. — СПб.: Издательский дом «С.-Петербургские ведомости». – 2018. – С. 7-40. – 272 с. Тираж: 1000 экз.[52] ISBN 978-5-6041760-0-9
- Конокотина С. А. Петербургская школа изучения западноевропейского искусства Средних веков (конец XIX — 40-е годы XX в.)/ В сб. ст.: Петербург в мировой культуре. Под ред.: А. А. Шелаева. — СПб.: СПбГУ, 2005. — 171 с. — С. 126-128. — ISBN 5-288-03670-5

### Интервью
- Как вступить в профессиональный Союз художников? Данил Чинёнов. Данила Суляев, Линда Черкасова и Анжелика Григорьева. Первый канал — Санкт-Петербург. «Доброе утро, Петербург». 2025, 14 января. 08:00.
- Лана Конокотина. Искусствовед с микрофоном. — Интервью Елене Григорьянц // Авансцена. 2024 (12), № 1. — С. 130—139. ISSN 27127982

### Каталоги выставок
- Наше всё. Каталог выставки/ Авт. вст. ст.: Яхнин О. Ю., Неверова И. А., Троицкая Н. Е. СПб.: ООО Антиква. — 2024. — 112 с., ил. — С. 28.
- Илиада & Наше всё / Каталог двух выставок (30-летию СПб академии современного искусства Бессмертных). Авт. вст. ст.: Волосенков Ф. В. СПб.: Знакъ. — 2024. — 128 с., ил.
- Петербург. Кто мы? Каталог выставки. СПб.: ООО «Антиква». — 2023, цв. ил.
- Свои люди сочтёмся/ Каталог выставки. Авт. вст. ст.: Волосенков Ф. В. СПб.: Знакъ. — 2023. — 66 с., ил. — С. 24—25.
- Весна — 2023. Каталог выставки/ Авт. вст. ст.: Муратов М. А., Филиппова И. И., Неверова И. А., Агалюлина Ю. К., Сурова Е. Э. СПб.: ООО «Антиква». — 2023. — 116 с., цв. ил.

## Рецензии в СМИ
- Темкин А. Наградой для петербургской школьницы стал олимпийский факел. Невское время. № 131 (1288), 17 июля 1996. — С. — 2.
- Семенов В. С олимпийским факелом (пробежит 17 июля свой этап петербургская школьница). — Вечерний Петербург. № 128 (20830), 11 июля 1996. — С. — 1.
- Пумалайнен Е. Бежит и стар и млад. — Час пик. № 116 (621), 25 июня 1996. — С. — 4.
- Лауреаты Атланты побывали в Петербурге. — Дело. № 6 (11), 23 апреля 1996. — С. — 13.
- Sablin V. Atlanta's symbol drawn in Petersburg. — Neva News. April 1996. — P. 2.
- Лазо С. Будущее мира в руках детей. — Северная столица. № 10 (72), 15—21 марта 1996. — С. — 10.
- Ерофеев А. Юная Света — светоч олимпиады. — Вести. № 25 (696), 14 марта 1996. — С. — 4.
- Попова В. Рисовали отдельно, победу празднуют вместе. — Смена. № 45 (550), 7 марта 1996. — С. — 2.
- Смирнов С. Международная известность 12-летней школьницы из Петербурга. — Известия. № 43 (24650), 5 марта 1996. — С. — 6.
- Танина С. Олимпийское вдохновение. — Вечерний Петербург. № 42 (20744), 4 марта 1996. — С. — 1.
- Кузнецов А. Джимми Картер выбирает Свету Конокотину. — ПрофессиЯ. № 51 (96), 27 декабря 1995. — С. — 1.
- Ольховская А. Света Конокотина: чтобы попасть на Олимпиаду-96, нужно взмахнуть кисточкой в 1995-м! // Огонёк. № 52 (4431), декабрь 1995. — С. 8.
- Варюшенкова В. "Нежность — да! Скромность — нет!" // Натали. №№ 23-24 (106), декабрь 1995. — С. 15.
- Генкин Д. Юная художница покорила знатоков в далекой Атланте. — Санкт-Петербургские ведомости. № 223 (1151), 23 ноября 1995. — С. — 2.
- Атланта ждет Свету. — Вести. № 33 (656), 23 ноября 1995. — С. — 1.
- Журавлев В. Первая олимпийская победа-1996. Невское время. № 219 (1131), 23 ноября 1995. — С. — 2.
- Корнетов А. Джимми Картер чествует школьницу из Петербурга. — Смена. № 270 (21257), 22 ноября 1995. — С. — 1.
- Соснов А. Светлана Атланте приглянулась. — Монитор. № 80, 19—26 ноября 1995. — С. — 3.
- Шкуренок Н. Наш человек в Атланте! — Пять углов. № 45 (6430), 16 ноября 1995. — С. — 2.
- Шкуренок Н. Когда взрослым некогда, дети приходят на помощь. С кисточкой и красками. — Пять углов. 2 ноября 1995. — С. — 11.